# الجاربردي
الإِمَام فَخر الدّين أبو المكارم أَحْمد بن ‌الْحسن بن يُوسُف ‌الجارَبَرْدِيّ الشافعي (...- 746 هـ = ...- 1346 م)، فقيه عالم بالعلوم العقلية، وشارح شافية ابن الحاجب ومنهاج البيضاوي.

## نبذة عن سيرته
هو الإمام فخر الدين الجاربردي (...- 746 هـ = ...- 1346 م)، «نزيل تبريز، كان فاضلاً ديِّناً متفنِّنا مُواظِباً على الشَّغْل بالعلم وإفادة الطَّلَبة، ... وقد أقرأ [تفسير الكشاف] مرات عديدة».
و«الجارَبَرْدي: [نسبة] إلى جاربرد، قرية من قرى تبريز».
ومن شعره في الرد على الزمخشري المعتزلي:
.

## شيوخه
وممن ذكر من شيوخه:
1. ناصر الدين البيضاوي: قال تاج الدين السبكي: «بلغنا أنه اجتمع بالقاضي ناصر الدين البيضاوي وأخذ عنه».[4]

## أسرته
1. جده يوسف: قال ابن قاضي شهبة: «جده يُوسُف أحد شُيُوخ الْعلم الْمَشْهُورين بِتِلْكَ الْبِلَاد [يعني: تبريز] والمتصدي لشغل الطّلبَة وَله تصانيف مَعْرُوفَة وَعنهُ أَخذ الشَّيْخ نور الدين الأردبيلي وَغَيره كَذَا نقلته من خطّ بعض الْحفاظ».[7]
2. ابنه إبراهيم: قال ابن حجر العسقلاني: «إِبْرَاهِيم بن ‌أَحْمد بن ‌الْحسن ‌الجاربردي ولد الشَّيْخ الْعَلامَة فَخر الدّين وقفت لَهُ على رد الْعَضُد انتصاراً لوالده وَقدم دمشق وَولي تدريس الجاروخية وَمَات إِبْرَاهِيم بِدِمَشْق سنة … وَاسْتقر وَلَده فضل الله وَهُوَ صبي فِي تدريس الجاروخية وَجعل نَائِبه شهَاب الدّين الزُّهْرِيّ وَمَات فضل الله فِي أَوَاخِر ذِي الْحجَّة سنة 771».[8]

## مؤلفاته
ذكر للجاربردي من المؤلفات:
1. السراج الوهاج في شرح المنهاج: ذكره الإسنوي ضمن شروح المنهاج للبيضاوي فقال: «شرحه [أي المنهاج] الشيخ الإمام فخر الدين أبو المكارم ‌أحمد بن حسين التبريزي ‌الجاربردي المتوفى سنة 746هـ وسماه بالسراج والوهاج».[9]
وهو من مراجع المرداوي في كتابه التحرير[10]
ومن اهتمام العلماء بهذا الكتاب ما ذكره السخاوي من أن شيخه ابن حجر العسقلاني قد نسخ بعضه بخطه.[11]
2. شرح الشافية لابن الحاجب.[4]
3. حاشية على تفسير الكشاف للزمخشري: قال تاج الدين السبكي: «وله على الكشاف حواش مشهورة».[4]
وقال ابن قاضي شهبة: «وَله على الْكَشَّاف حواش مفيدة».[12]
وهي في عشر مجلدات، قال اليافعي: «الحواشي على الكشاف في عشر مجلدات».[13]
4. شرح قطعة من الحاوي الصغير للقزويني.[4]

## الإسناد إلى مؤلفاته
ذكر الروداني أنه تلقى مؤلفات الجاربردي من طريق «الجلال السيوطي عن الشيخ قاسم الحنفي عن البدر العيني عن أبي روح السرماري ... عن ‌الجاربردي».

## وفاته
«توفي بتبريز في شهر رمضان سنة ست وأربعين وسبعمائة».

### البيانات الكاملة للمراجع
مرتبة ألفبائياً حسب اسم الكتاب
- خير الدين الزركلي (2002)، الأعلام: قاموس تراجم لأشهر الرجال والنساء من العرب والمستعربين والمستشرقين (ط. 15)، بيروت: دار العلم للملايين، OCLC:1127653771، QID:Q113504685
- المرداوي، علي؛ تحقيق هاشم، عبد الله؛ تحقيق العربي، هشام (١٤٣٤هـ، ٢٠١٣م). تحرير المنقول وتهذيب علم الأصول (ط. 1). الدوحة: وزارة الأوقاف والشؤون الإسلامية في قطر. مؤرشف من الأصل في 22 فبراير 2022. {{استشهاد بكتاب}}: تحقق من التاريخ في: |سنة= (مساعدة)
- السخاوي، محمد؛ تحقيق عبد المجيد، إبراهيم باجس (١٤١٩هـ، ١٩٩٩م). الجواهر والدرر في ترجمة شيخ الإسلام ابن حجر (ط. 1). بيروت: دار ابن حزم. مؤرشف من الأصل في 22 فبراير 2022. {{استشهاد بكتاب}}: تحقق من التاريخ في: |سنة= (مساعدة)
- ابن حجر العسقلاني، أحمد؛ تحقيق محمد عبد المعيد خان (1392هـ، 1972م). الدرر الكامنة في أعيان المئة الثامنة (ط. 2). حيدر آباد: مجلس دائرة المعارف العثمانية. مؤرشف من الأصل في 22 فبراير 2022. {{استشهاد بكتاب}}: تحقق من التاريخ في: |سنة= (مساعدة)
- حاجي خليفة، مصطفى؛ تحقيق الأرناؤوط، محمود عبد القادر (2010). سلم الوصول إلى طبقات الفحول. إسطنبول: مكتبة إرسيكا. مؤرشف من الأصل في 2022-02-22.
- الروداني، محمد؛ تحقيق حجي، محمد (١٤٠٨هـ، ١٩٨٨م). صلة الخلف بموصول السلف (ط. 1). بيروت: دار الغرب الإسلامي. مؤرشف من الأصل في 22 فبراير 2022. {{استشهاد بكتاب}}: تحقق من التاريخ في: |سنة= (مساعدة)
- ابن قاضي شهبة، أبو بكر؛ تحقيق الحافظ عبد العليم خان (1407هـ). طبقات الشافعية. بيروت: عالم الكتب.
- السبكي، عبد الوهاب؛ تحقيق الطناحي، محمود محمد؛ تحقيق الحلو، عبد الفتاح محمد (1413هـ). طبقات الشافعية الكبرى (ط. 2). القاهرة: هجر للطباعة والنشر والتوزيع.
- اليافعي، عبد الله؛ تحقيق المنصور، خليل (1413هـ، 1997م). مرآة الجنان وعبرة اليقطان في معرفة حوادث الزمان وتقليب أحوال الإنسان، وتاريخ موت بعض المشهورين من الأعيان (ط. 1). بيروت: دار الكتب العلمية. {{استشهاد بكتاب}}: تحقق من التاريخ في: |سنة= (مساعدة)
- الإسنوي، عبد الرحيم (١٤٢٠هـ، ١٩٩٩م). نهاية السول في شرح منهاج الأصول (ط. 1). بيروت: دار الكتب العلمية. {{استشهاد بكتاب}}: تحقق من التاريخ في: |سنة= (مساعدة)